# Эльяури, Хосе Эухенио
Хосе Эухенио Эльяури Обес (исп. José Eugenio Ellauri Obes, Монтевидео, 15 ноября 1834 г. — Монтевидео, 27 декабря 1894 г.) — уругвайский политик и юрисконсульт, президент Республики между 1873 и 1875 годами.

## Биография
Сын президента первого Учредительного собрания Уругвая Хосе Лонгиноса Эльяури, окончил обучение на юриста в 1857 году. Он недолго работал в Министерстве иностранных дел во время президентства Лоренцо Батле в 1868 году, позже был президентом Сената.
Он был избран президентом 1 марта 1873 года Генеральной Ассамблеей сроком на 4 года, и, несмотря на то, что он отказался принять эту должность, он в итоге сделал это, при сильной поддержке «принципиалистов» и молодого поколения либеральных и городских политиков, частью которых он был сам.
После столкновений между его сторонниками и народной оппозицией, которую поддержали несколько военных лидеров, среди которых выделялся полковник Лоренсо Латорре, 15 января 1875 он подал в отставку с должности президента и переехал в Буэнос-Айрес, где будет жить несколько лет. На посту президентства его заменил Педро Варела.
В 1891 году, через год после возвращения в страну, он был направлен правительством своего близкого друга Хулио Эррера-и-Обеса в рамках торгово-финансовой миссии в Лондон .
Он был снова предложен кандидатом на пост Президента Республики в 1894 году, и был фактически избран снова, хотя, не получил большинства голосов, а вследствие этого подал в отставку уже 12 марта 1894 года, до вступления в должность.

## Кабинет министров
Его кабинет состоял из:
| Министерство            | Имя                  | Период    |
| ----------------------- | -------------------- | --------- |
| Правительство           | Сатурнино Альварес   | 1873—1875 |
| Правительство           | Хуан Рамон Гомес     | 1875      |
| Международные отношения | Грегорио Перес Гомар | 1873—1875 |
| Казначейство            | Эрнесто Веласко      | 1873—1874 |
| Казначейство            | Педро Бустаманте     | 1874—1875 |
| Казначейство            | Cayetano Álvarez     | 1875      |
| Война и флот            | Евгения Фонда        | 1873—1874 |
| Война и флот            | Эдуардо Васкес       | 1874—1875 |